# Pardosa sodalis
Pardosa sodalis este o specie de păianjeni din genul Pardosa, familia Lycosidae, descrisă de Holm, 1970. Conform Catalogue of Life specia Pardosa sodalis nu are subspecii cunoscute.